# Кичеджи, Василий Николаевич
Васи́лий Никола́евич Кичеджи́ (род. 3 января 1954 года, Челябинск, РСФСР, СССР) — российский бизнесмен, государственный деятель и управленец. Как предприниматель владел радиостанциями «Говорит Москва» и «Спорт FM»; крупный акционер телеканала «Столица». В 2011—2014 годах — вице-губернатор Санкт-Петербурга, курировавший сферу культуры, науки, спорта, образования и средств массовой информации. С 13 мая 2015 года по 17 марта 2017 года — исполняющий обязанности ректора Санкт-Петербургской художественно-промышленной академии имени А. Л. Штиглица.

## Биография
Родился в рабочем посёлке Песочный на окраине Челябинска. Родители по национальности болгары, жили в Бессарабии. После войны все молодое население было депортировано за Урал. Отец работал на заводе, мать — санитарка в больнице. В семье было трое детей. Школу окончил в Челябинске. Ещё учась в школе, подрабатывал грузчиком в молочном магазине, потом работал на заводе учеником слесаря. В 1973—1975 годах был в армии, срочную службу проходил в Забайкальском военном округе, был водителем.

### Образование
В 1980 году окончил Московский заочный институт советской торговли по специальности «управление народным хозяйством». В 1990—1991 годах и в 2000 году проходил стажировку на курсах в Болгарии, США, Всероссийской академии внешней торговли. В 1996—1997 годах обучался в Академии народного хозяйства при Правительстве Российской Федерации, специальность — магистр управления. С 2003 года — доцент Московской академии муниципального управления.
- кандидат экономических наук, тема — «Управление производительностью труда в рыночных условиях хозяйствования»[3].
- доктор экономических наук, тема — «Межрегиональная интеграция как необходимое условие реализации стратегии эффективного развития российской экономики»[3].
- член-корреспондент РАЕН[4] и почётный академик Российской академии художеств[5].

### Карьера
- 1975—1982 — подсобный рабочий вагона-ресторана, Челябинское хозрасчетное предприятие вагонов-ресторанов.
- 1995—1998 — генеральный директор Челябинского тракторного завода. В 1998 году Челябинский тракторный завод был признан банкротом.
- 2000—2004 год — заместитель Полномочного Представителя Президента Российской Федерации в Центральном федеральном округе по экономике.
- с 2004 по 2008 год занимался предпринимательской деятельностью в сфере медийного и строительного бизнеса. Владел радиостанциями «Говорит Москва», «Спорт», «Главное радио». Крупный акционер телеканала «Столица». Академик «Академии радио».
- с 17 марта 2009 года по 21 ноября 2010 года — руководитель Департамента транспорта и связи города Москвы. Покинул должность в связи с тем, что выступил за сохранение троллейбусного движения, которого планировали убрать с центральных улиц в рамках программы по борьбе с пробками в Москве. Отставка состоялась всего спустя месяц после вступления в должность мэра Москвы Сергея Собянина[6].
- 2011—2014 — вице-губернатор Санкт-Петербурга. Кандидатуру Кичеджи вместе с остальным составом Правительства Санкт-Петербурга утвердило Законодательное собрание Санкт-Петербурга («За» проголосовало 39 депутатов при 7 воздержавшихся). На этом посту отвечал за городскую политику в сфере науки, образования, культуры, спорта, средств массовой информации — в том числе информирования о деятельности губернатора, правительства Санкт-Петербурга и иных исполнительных органов государственной власти города[7][8].
- с 19 октября 2012 года — первый заместитель секретаря Санкт-Петербургского регионального отделения партии «Единая Россия»[9][10].
- с 13 мая 2015 года[11] по 16 марта 2017 года[12] — исполняющий обязанности ректора Санкт-Петербургской государственной художественно-промышленной академии им. А. Л. Штиглица.
- с 2018 года[13] — генеральный директор компании «Инком Реал», специализирующейся на внедрении информационных технологий в бизнес.

### Общественная деятельность
- Инициатор и руководитель Санкт-Петербургского международного культурного форума (2012, 2013)[14].
- Заместитель председателя оргкомитета Международной конвенции «СпортАккорд» (2013)[15].
- Председатель Ассоциации творческих вузов Санкт-Петербурга (с 2015)[16].
- Член попечительского совета Михайловского театра[17].
- Член попечительского совета Фонда поддержки образования и науки (Алфёровский фонд)[18].

Был инициатором Санкт-Петербургского праздника хоровой музыки — выступления сводного хора Северной столицы в сопровождении большого симфонического оркестра, собравшего 4335 участников и признанного официальным рекордом, попавшим в «Книгу рекордов России».
В феврале 2017 года подписал обращение к губернатору Санкт-Петербурга Г. С. Полтавченко с просьбой ускорить передачу Исаакиевского собора в безвозмездное пользование РПЦ.

### Критика со стороны культурного сообщества
Василий Кичеджи неоднократно подвергался критике и за стиль работы, и за конкретные действия. Так, писатель и публицист Дмитрий Губин описывал поведение вице-губернатора как «хамство-лайт». Последовательным критиком вице-губернатора выступала главный редактор «Петербургского театрального журнала» Марина Дмитревская. В частности, по её мнению, «Петербург ведет себя как глубокая тёмная провинция. Стыд ужасный».
Сам Кичеджи уверен, что образ «Петербург — столица мракобесия» навязывают СМИ:

Знаете, я участвовал недавно в проекте «Открытая библиотека» в библиотеке имени Маяковского. На встречу пришли люди разного возраста, много молодых. Это — активные люди, которые узнали об этой встрече через интернет. Их интересовало всё — от культурной политики города и качества школьных учебников до количества урн на Невском проспекте. Но никто не вспоминал про «столицу мракобесия». Этот вопрос задала только журналистка телеканала «100ТВ», поскольку это — надуманный образ, заказная тема.— В. Н. Кичеджи

## Собственность и доходы
Будучи предпринимателем, владел радиостанциями «Говорит Москва», «Главное радио» и «Спорт FM»; был крупным акционером телеканала «Столица». В 2012 году с задекларированным семейным доходом 262 млн рублей занял 33-е место в рейтинге доходов российских чиновников, составленном журналом Forbes.
По информации газеты «Ведомости» в Болгарии Кичеджи принадлежат два домовладения общей площадью 277 м². Также владеет в Праге отелем «Вышеград» и квартирой неподалёку от Староместской площади.
Согласно сведениям различных СМИ Василий Кичеджи является собственником журнала «Интересант», созданного в марте 2016 года.

## Личная жизнь
Женат. Жена — Антонина Александровна Кичеджи, заместитель генерального директора концерна «Радиоцентр». Воспитывают дочь.

## Классные чины
- действительный государственный советник Российской Федерации II класса
- действительный государственный советник города Москвы I класса

## Награды
- Медаль «200 лет Министерству иностранных дел России»[32]
- Звание «Почётный машиностроитель»[32]
- Знак отличия за заслуги перед Санкт-Петербургом[33]
- Знак 1150-летия зарождения российской государственности[34]
- Памятная медаль «XXII Олимпийские зимние игры и XI Паралимпийские зимние игры 2014 года в г. Сочи» — «за значительный вклад в подготовку и проведения Олимпийских игр»[35].
- Лауреат национальной премии «Лучшие книги и издательства — 2010» по экономике за книгу «Москва: транспортные проблемы мегаполиса».
- Почётный академик Российской академии художеств[5]
- Имеет благодарности Президента РФ, полномочного представителя Президента РФ в ЦФО, мэра Москвы, губернатора Волгоградской области, Законодательного собрания Санкт-Петербурга[36].

### Награды отРусской православной церкви
- 1996 — Орден святого благоверного князя Даниила Московского III степени[37].
- 1996 — Орден святого равноапостольного великого князя Владимира III степени[32]
- 2007 — Орден преподобного Сергия Радонежского III степени[38].
- 2010 — Патриаршая грамота[39].
- 2013 — Серебряная медаль Святого первоверховного апостола Петра[40].
- 2014 — Орден святого благоверного князя Даниила Московского II степени[41].
- 2017 — Юбилейная медаль «В память 100-летия восстановления Патриаршества в Русской Православной Церкви»[42].